# Misumenops paranensis
Misumenops paranensis är en spindelart som först beskrevs av Mello-Leitao 1932.  Misumenops paranensis ingår i släktet Misumenops och familjen krabbspindlar. Inga underarter finns listade i Catalogue of Life.